# Phellinaceae
Las felináceas (Phellinaceae) son una familia de plantas dicotiledóneas pertenecientes al orden de las Asterales. Incluye un único género, Phelline, con 12 especies.
Los miembros de este género son árboles y arbustos perennifolios de las regiones tropicales y endémicos de Nueva Caledonia.
La clasificación clásica de Cronquist no reconoce a esta familia sino que incluye a Phelline  en Aquifoliaceae.